# 自由の丘に私が残った
自由の丘に私が残った（じゆうのおかにわたしがのこった）はテレビ朝日系列・木曜ドラマの枠で1990年5月10日～5月31日に放送されたテレビドラマ。全4回。

## 概要
OL1年生の御子柴（みこしば）康子が自由を求めて家出をしたことをきっかけに、残りの家族も次々と家を出てしまい自由が丘の家だけが残された。バラバラに暮らす家族それぞれの人生が、康子を中心にして描かれる。

## キャスト
- 御子柴康子（御子柴家の長女、OL）：麻生祐未
- 栗原俊一（康子の恋人、カメラマン）：吉田栄作
- 御子柴高明（康子の兄、サラリーマン）：伊原剛志
- レポーター（ドラマの冒頭に「検証・若者文化の現在」と題して、六本木、赤坂、原宿、渋谷でレポートをする）：若林正人
- 吹浦まゆみ（康子の同級生、放送作家）：藤田朋子
- 御子柴悦子（康子の母、デパート勤務）：加藤治子
- 御子柴正年（康子の父、生物学の教授）：いかりや長介
- 長野芳樹（まゆみの同棲中の恋人）：加藤善博
- 武田広美：徳丸純子
- 三好奈々子（高明の婚約者、資産家の令嬢）：上田綾
- 岸本洋子：上村依子
- 15歳の俊一：岡田秀樹
- 7歳の康子：安達祐実

## スタッフ
- 脚本：野沢尚
- 演出：久世光彦（第1話）、高野正雄（第2話～第4話）
- 音楽：坂田晃一
- 企画：千野栄彦、田中利一
- プロデューサー：岩永惠、田中芳之、池端俊二
- 制作：テレビ朝日、カノックス

## サブタイトル
1. 突然!!家族が蒸発
2. 木登りパパの秘密
3. 家なき娘の逆襲
4. 家出家族のオシャレな結末?

| テレビ朝日系 木曜21時台・木曜ドラマ | テレビ朝日系 木曜21時台・木曜ドラマ | テレビ朝日系 木曜21時台・木曜ドラマ |
| 前番組                              | 番組名                              | 次番組                              |
| ----------------------------------- | ----------------------------------- | ----------------------------------- |
| 高円寺純情商店街                    | 自由の丘に私が残った                | 美しい嘘つけますか                  |

| スタブアイコン | サブスタブ | この項目は、まだ閲覧者の調べものの参照としては役立たない、テレビ番組に関連した書きかけの項目です。この項目を加筆・訂正などしてくださる協力者を求めています（P:テレビ/PJ:放送または配信の番組）。 |